# Tomb of Finland
Tomb of Finland ist eine finnische Black-, Doom- und Death-Metal-Band, die 2009 gegründet wurde.

## Geschichte
Die Band wurde im Herbst 2009 von dem Gitarristen Jasse von Hast gegründet. Im Januar 2010 stellte er mit Life & Slavery das erste Lied fertig. Später kontaktierte er den Schlagzeuger Antti Karihtala, den von Hast bereits durch die Zusammenarbeit bei anderen Bands kannte, ehe im Februar 2011 Schlagzeugpassagen in den Soundtrack Studios und im Magnusborg in Porvoo aufgenommen wurden. Nachdem zunächst geplant war, dass von Hast den Gesang übernimmt, gab er die Aufgabe doch an Ville Lind ab, der durch einen Vorschlag Karihtalas zur Gruppe gekommen war. Im November 2011 wurden Gesangsaufnahmen in Oulu aufgenommen. Im Winter 2012 wurde eine erste Demoversion des Liedes Death of the Sun bei YouTube hochgeladen, als weiterer Gitarrist stieß Mikko Hannuksela hinzu. Etwas später wurde -H- als Bassist hinzugefügt, während Olli Saakeli Suvanto nun den Gesang übernahm. Die Band veränderte ihre Besetzung, um sich auf die ersten Konzerte vorzubereiten. Als digitale Single erschien der Song Death of the Sun bei Spotify und anderen Online-Anbietern. Zu dem Lied Damnation wurde außerdem ein erstes Musikvideo erstellt. Karihtala und -H- verließen die Band, als neuer Schlagzeuger stieß Janne Manninen hinzu. Im Herbst 2012 wurde das Album Below the Green in den Unisound Studios von Dan Swanö gemastert, ehe die Band im Winter 2015 einen Plattenvertrag bei Mighty Music unterzeichnete. Das Album erschien im August des Jahres bei diesem Label.

## Stil
Raphael Päbst von Powermetal.de schrieb in seiner Rezension zum Album, dass hierauf eine melodische und „blankpolierte“ Mischung aus Black- und Death-Metal zu hören ist, die gelegentlich gegen Doom Metal tendiere. Der Gesang bestehe sowohl aus Screams als auch aus Growls. Peter Mildner von Metal.de rezensierte das Album ebenfalls und bemerkte bei verschiedenen Liedern Einflüssen von Gruppen wie Dissection (besonders die ersten beiden Alben), Insomnium, Hypocrisy und Amon Amarth. Der Gesang sei eine Mischung „paralleler Growls und heiserem Gekreische“.

## Diskografie
- 2015: Below the Green (Album, Mighty Music)